# Anhalts voetbalkampioenschap 1925/26
In 1925/26 werd het twaalfde Anhalts voetbalkampioenschap gespeeld, dat georganiseerd werd door de Midden-Duitse voetbalbond. 
FC Viktoria Zerbst werd kampioen en plaatste zich voor de Midden-Duitse eindronde. De club versloeg FV Fortuna 1911 Magdeburg en Hertha 1909 Wittenberge en verloor dan van Hallescher Sportfreunde 02.
Dit jaar mocht ook de vicekampioen naar een aparte eindronde, waarvan de winnaar kans maakte op de nationale eindronde. SpVgg Dessau verloor meteen van Cricket-Viktoria Magdeburg.

## Gauliga
| Plaats | Club                    | Wed. | W  | G | V  | Saldo | Ptn.  |
| ------ | ----------------------- | ---- | -- | - | -- | ----- | ----- |
| 1.     | SV Viktoria 1903 Zerbst | 18   | 14 | 1 | 3  | 69:30 | 29:7  |
| 2.     | SpVgg 1898 Dessau       | 18   | 11 | 3 | 4  | 66:29 | 25:11 |
| 3.     | Köthener FC Germania 03 | 18   | 10 | 4 | 4  | 36:34 | 24:12 |
| 4.     | Dessauer SV 05          | 18   | 9  | 4 | 5  | 39:29 | 22:14 |
| 5.     | SC Köthen 09            | 18   | 8  | 2 | 8  | 60:34 | 18:18 |
| 6.     | SV Köthen 02            | 18   | 8  | 2 | 8  | 38:41 | 18:18 |
| 7.     | SV 1907 Bernburg        | 18   | 7  | 4 | 7  | 37:48 | 18:18 |
| 8.     | FC Wacker 1910 Bernburg | 18   | 6  | 2 | 10 | 48:67 | 14:22 |
| 9.     | SV Germania 1908 Roßlau | 18   | 3  | 2 | 13 | 20:66 | 8:28  |
| 10.    | 1. FC 1900 Zerbst       | 18   | 1  | 2 | 15 | 11:46 | 4:32  |

|  | Kampioen, geplaatst voor Midden-Duitse eindronde     |
|  | Deelname Midden-Duitse eindronde voor vicekampioenen |
|  | Degradatie                                           |